# Ronnie McDowell

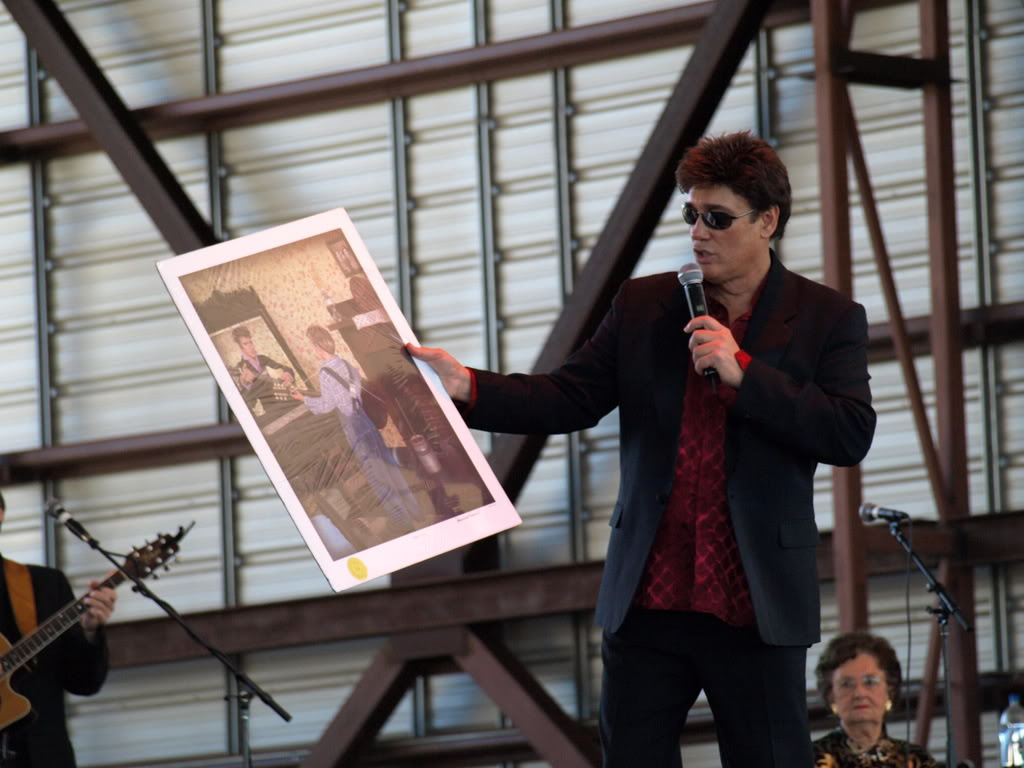
Ronnie McDowell (2007)

Ronnie McDowell (* 26. März 1950 in Fountain Head, Tennessee) ist ein US-amerikanischer Country-Musiker, der mit seinem selbst geschriebenen Lied The King Is Gone, einem Tribut für den kurz zuvor verstorbenen Elvis Presley, über Nacht berühmt wurde. Das Lied hat sich bis heute mehr als fünf Millionen Mal verkauft.

## Leben
Der damals in Portland, Tennessee, und heute in Hendersonville, Tennessee, lebende Musiker trat schnell den Beweis an, dass er keine „Eintagsfliege“ sein würde. Unmittelbar ließ er seine zweite Hit-Single I Love You, I Love You, I Love You folgen, die es ebenfalls auf den dritten Platz der Pop- und Country-Charts schaffte.
Zwischen 1979 und 1986 war McDowell bei Epic Records unter Vertrag und produzierte weitere Hits, die es in die Top Ten schafften. Zwei davon – Older Women und You're Gonna Ruin My Bad Reputation – erstürmten sogar Platz eins der Country Charts.
1986 wechselte er zu Curb Records, seiner Plattenfirma bis zum heutigen Tag. Dort gelang ihm auf Anhieb ein weiterer Top-Ten-Hit mit der Single It's Only Make Believe, die er im Duett mit Conway Twitty aufgenommen hatte, dem mit diesem Lied 1958 der Durchbruch gelungen war.
Zwei Jahre später schrieb er einen Song mit dem Titel You're Never Too Old to Rock'n'Roll, den er im Duett mit Jerry Lee Lewis aufnahm.
Ronnie McDowell ist noch immer im Musikgeschäft tätig und macht Tourneen mit seiner Band The Rhythm Kings. Außerdem tritt er gelegentlich mit Elvis' Originalmusikern wie Scotty Moore, D. J. Fontana und den Jordanaires auf, um den König des Rock ’n’ Roll zu ehren.
Beginnend mit der von Dick Clark produzierten Filmbiographie Elvis (1979) von John Carpenter, in der Kurt Russell den King of Rock'n'Roll verkörperte, sang McDowell außerdem zahlreiche Elvis-Songs für verschiedene Filme und Serien zum Thema Elvis Presley ein. Dazu zählen u. a. auch die Fernsehfilme Elvis and the Beauty Queen (1981) mit Don Johnson und Mein Leben mit Elvis (Elvis And Me, 1988) mit Dale Midkiff sowie die Fernsehserie Elvis (1990) mit Michael St. Gerard in der Titelrolle. Durch seine stimmliche Ähnlichkeit fungierte hier McDowell sozusagen als akustisches Double von Presley.

## Diskografie

### Studioalben
| Jahr | Titel                              | Höchstplatzierung, Gesamtwochen, AuszeichnungChartsChartplatzierungen (Jahr, Titel, Platzierungen, Wochen, Auszeichnungen, Anmerkungen) | Anmerkungen |
| Jahr | Titel                              | Country | Anmerkungen |
| ---- | ---------------------------------- | --- | ----------- |
| 1977 | The King Is Gone                   | Country18 (7 Wo.)Country |             |
| 1978 | I Love You, I Love You, I Love You | Country47 (6 Wo.)Country |             |
| 1979 | Rockin’ You Easy, Lovin’ You Slow  | Country45 (2 Wo.)Country |             |
| 1980 | Love So Many Ways                  | Country59 (2 Wo.)Country |             |
| 1981 | Good Time Lovin’ Man               | Country6 (35 Wo.)Country |             |
| 1982 | Love to Burn                       | Country22 (17 Wo.)Country |             |
| 1983 | Personally                         | Country23 (30 Wo.)Country |             |
| 1983 | Country Boy’s Heart                | Country56 (3 Wo.)Country |             |
| 1984 | Willing                            | Country33 (14 Wo.)Country |             |
| 1986 | All Tied Up in Love                | Country34 (20 Wo.)Country |             |
| 1988 | I’m Still Missing You              | Country45 (17 Wo.)Country |             |
| 1991 | Your Precious Love                 | Country72 (5 Wo.)Country |             |

Weitere Studioalben
- 1978: A Tribute to the King
- 1980: Going, Going, Gone
- 1985: In a New York Minute
- 1988: American Music
- 1992: When a Man Loves a Woman
- 1993: Country Dances
- 1996: Great Gospel Songs
- 1997: Elvis: A Tribute to the King
- 2002: Country
- 2002: Ronnie McDowell with Bill Pinkney’s Original Drifters
- 2009: Lost in Dirty Dancing

### Livealben
- 1978: Live at the Fox Theatre
- 2006: Live at Church Street Station 1986

### Kompilationen
| Jahr | Titel            | Höchstplatzierung, Gesamtwochen, AuszeichnungChartsChartplatzierungen (Jahr, Titel, Platzierungen, Wochen, Auszeichnungen, Anmerkungen) | Anmerkungen |
| Jahr | Titel            | Country | Anmerkungen |
| ---- | ---------------- | --- | ----------- |
| 1991 | Unchained Melody | Country32 (36 Wo.)Country |             |

Weitere Kompilationen
- 1982: Greatest Hits
- 1987: Older Women and Other Greatest Hits
- 1990: The Best of Ronnie McDowell
- 1994: Greatest Hits
- 1998: Now & Again: The Best of Ronnie McDowell

### Singles
| Jahr | Titel Album                                                  | Höchstplatzierung, Gesamtwochen, AuszeichnungChartplatzierungen (Jahr, Titel, Album, Platzierungen, Wochen, Auszeichnungen, Anmerkungen) | Höchstplatzierung, Gesamtwochen, AuszeichnungChartplatzierungen (Jahr, Titel, Album, Platzierungen, Wochen, Auszeichnungen, Anmerkungen) | Anmerkungen                                               |
| Jahr | Titel Album                                                  | US | Country | Anmerkungen                                               |
| ---- | ------------------------------------------------------------ | --- | --- | --------------------------------------------------------- |
| 1977 | The King Is Gone                                             | US13 Gold · (12 Wo.)US | Country13 (9 Wo.)Country |                                                           |
| 1977 | I Love You, I Love You, I Love You                           | US81 (4 Wo.)US | Country5 (17 Wo.)Country |                                                           |
| 1978 | Here Comes the Reason I Live The King Is Gone                | — | Country15 (12 Wo.)Country |                                                           |
| 1978 | I Just Wanted You to Know –                                  | — | Country59 (3 Wo.)Country | mit The Jordanaires                                       |
| 1978 | Animal –                                                     | — | Country68 (2 Wo.)Country | B-Seite von I Just Wanted You to Know mit The Jordanaires |
| 1978 | This Is a Holdup –                                           | — | Country39 (8 Wo.)Country |                                                           |
| 1979 | He’s a Cowboy from Texas –                                   | — | Country68 (4 Wo.)Country |                                                           |
| 1979 | World’s Most Perfect Woman Rockin’ You Easy, Lovin’ You Slow | — | Country18 (14 Wo.)Country |                                                           |
| 1979 | Love Me Now Rockin’ You Easy, Lovin’ You Slow                | — | Country26 (11 Wo.)Country |                                                           |
| 1979 | Never Seen a Mountain So High –                              | — | Country29 (10 Wo.)Country | B-Seite von Love Me Now                                   |
| 1980 | Lovin’ a Livin’ Dream Love So Many Ways                      | — | Country37 (8 Wo.)Country |                                                           |
| 1980 | How Far Do You Want to Go Love So Many Ways                  | — | Country80 (4 Wo.)Country |                                                           |
| 1980 | Gone Going, Going, Gone                                      | — | Country36 (11 Wo.)Country |                                                           |
| 1980 | Wandering Eyes Going, Going, Gone                            | — | Country2 (17 Wo.)Country |                                                           |
| 1981 | Older Women Good Time Lovin’ Man                             | — | Country1 (16 Wo.)Country |                                                           |
| 1981 | Watchin’ Girls Go By Good Time Lovin’ Man                    | — | Country4 (18 Wo.)Country |                                                           |
| 1982 | I Just Cut Myself Love To Burn                               | — | Country11 (19 Wo.)Country |                                                           |
| 1982 | Step Back Love To Burn                                       | — | Country7 (17 Wo.)Country |                                                           |
| 1983 | Personally                                                   | — | Country10 (19 Wo.)Country |                                                           |
| 1983 | You’re Gonna Ruin My Bad Reputation Personally               | — | Country1 (22 Wo.)Country |                                                           |
| 1983 | You Made a Wanted Man of Me Country Boy’s Heart              | — | Country3 (23 Wo.)Country |                                                           |
| 1984 | I Dream of Women Like You Country Boy’s Heart                | — | Country7 (19 Wo.)Country |                                                           |
| 1984 | I Got a Million of ’Em Willing                               | — | Country8 (21 Wo.)Country |                                                           |
| 1985 | In a New York Minute                                         | — | Country5 (23 Wo.)Country |                                                           |
| 1985 | Love Talks In a New York Minute                              | — | Country9 (20 Wo.)Country |                                                           |
| 1986 | All Tied Up All Tied Up in Love                              | — | Country6 (18 Wo.)Country |                                                           |
| 1986 | When You Hurt, I Hurt All Tied Up in Love                    | — | Country37 (14 Wo.)Country |                                                           |
| 1986 | Lovin’ That Crazy Feelin’ All Tied Up in Love                | — | Country30 (14 Wo.)Country |                                                           |
| 1987 | Make Me Late for Work Today –                                | — | Country55 (8 Wo.)Country |                                                           |
| 1987 | It’s Only Make Believe I’m Still Missing You                 | — | Country8 (23 Wo.)Country |                                                           |
| 1988 | Suspicion I’m Still Missing You                              | — | Country27 (14 Wo.)Country |                                                           |
| 1988 | I’m Still Missing You                                        | — | Country36 (12 Wo.)Country |                                                           |
| 1989 | Never Too Old to Rock ’n’ Roll I’m Still Missing You         | — | Country50 (7 Wo.)Country | mit Jerry Lee Lewis                                       |
| 1989 | Sea of Heartbreak American Music                             | — | Country39 (12 Wo.)Country |                                                           |
| 1989 | Who’ll Turn Out the Lights American Music                    | — | Country69 (6 Wo.)Country |                                                           |
| 1989 | She’s a Little Past Forty The Best of Ronnie McDowell        | — | Country50 (15 Wo.)Country |                                                           |
| 1990 | Unchained Melody                                             | — | Country26 (20 Wo.)Country |                                                           |

Weitere Singles
- 1977: Only the Lonely
- 1977: Naturally
- 1978: Bridge Washed Out
- 1979: Kiss and Say Goodbye
- 1979: Knight in Faded Blue Jeans
- 1990: Sheet Music
- 1990: Paralyzed
- 1991: Just Out of Reach
- 1991: When a Man Loves a Woman
- 1992: Hangin’ Up My Heart
- 1993: Yippy Ti-Yi-Yo
- 1994: I’ll Make Love to You
- 1994: What’s It Gonna Take
- 1997: Love Me Tender (mit The Elvis Originals)
- 1997: Tupelo’s Too Far (mit The Elvis Originals)
- 2008: Hey Mr. Oilman
- 2009: Lost In Dirty Dancing

## Auszeichnungen für Musikverkäufe
| Goldene Schallplatte - Kanada - 1977: für die Single The King Is Gone |

Anmerkung: Auszeichnungen in Ländern aus den Charttabellen bzw. Chartboxen sind in ebendiesen zu finden.
| Land/RegionAuszeichnungen für Musikverkäufe (Land/Region, Auszeichnungen, Verkäufe, Quellen) | Gold     | Platin | Verkäufe | Quellen         |
| -------------------------------------------------------------------------------------------- | -------- | ------ | -------- | --------------- |
| Kanada (MC)                                                                                  | Gold1    | —      | 75.000   | musiccanada.com |
| Vereinigte Staaten (RIAA)                                                                    | Gold1    | —      | 500.000  | riaa.com        |
| Insgesamt                                                                                    | 2× Gold2 | —      |          |                 |